# Mancornadero
Mancornadero är en ort i Mexiko.   Den ligger i kommunen Tampamolón Corona och delstaten San Luis Potosí, i den centrala delen av landet, 240 km norr om huvudstaden Mexico City. Mancornadero ligger 94 meter över havet och antalet invånare är 205.
Terrängen runt Mancornadero är kuperad åt nordväst, men åt sydost är den platt. Runt Mancornadero är det ganska glesbefolkat, med 50 invånare per kvadratkilometer. Närmaste större samhälle är Tanquián de Escobedo, 19,9 km öster om Mancornadero. Omgivningarna runt Mancornadero är en mosaik av jordbruksmark och naturlig växtlighet.